# Vohibinany
Vohibinany ou Ampasimanolotra en malgache (Brickaville en français) est une ville et une commune urbaine située dans la région de l'Est (province de Tamatave), à Madagascar.

## Géographie
Située à environ 10 km de la côte est bordée par l'océan Indien, la ville se trouve sur la rive droite du fleuve Rianila au niveau du point de confluence avec son principal affluent, le Rongaronga, située sur la rive opposée. 

## Histoire
Le toponyme français de « Brickaville » est un hommage à Charles Bricka (1845-1899), inspecteur général des Ponts-et-Chaussées, inspecteur général des travaux publics des Colonies à l’époque de la colonisation française, en souvenir de son action sur l'île en tant que directeur des Travaux Publics, notamment la construction de la ligne de chemin de fer Tananarive-Côte Est et du pont qui permet à celle-ci de franchir le fleuve Rianila à cet endroit,.

## Administration
La commune est le chef-lieu du district homonyme.

## Infrastructure
- La ville est traversée par la Route nationale n°2 (RN2) qui relie Tananarive à Tamatave, donc Brickaville est distant de 102 km.
- la ligne de chemin de fer Tananarive Côte-Est, reliant Tananarive à Brickaville, a été mise en place en 1909, et fut prolongée jusqu'à Tamatave en 1913[3]. Abandonnée sur une longue période, elle sert aujourd'hui au transport de marchandises.

Ces deux axes (routier et ferroviaire) partagent le même pont pour enjamber le fleuve Rianila. Des garde-barrières, placés aux deux extrémités de l'ouvrage d'art, empêchent toutes circulations automobiles lorsqu'un train emprunte celui-ci. 

## Économie
Le complexe sucrier du groupe Sirama.